# Suctobelbella decorata
Suctobelbella decorata är en kvalsterart som först beskrevs av P. Balogh 1984.  Suctobelbella decorata ingår i släktet Suctobelbella och familjen Suctobelbidae. Inga underarter finns listade i Catalogue of Life.